# 비콰이엇
비콰이엇(be quiet!)은 독일의 회사 리스탄(Listan, GmbH)이 소유하고 있으며, 이 회사는 컴퓨터 전원 공급 장치, CPU 쿨러, 컴퓨터 케이스 및 시스템 펜을 제조하는 컴퓨터 하드웨어 브랜드이다. 주요 타겟인 고객들은 컴퓨터 하드웨어 및 시스템 업체만큼 관심있는 PC 매니아나 게이머들이다. 회사의 본사는 독일 함부르크와 가까운 슐레스비히홀슈타인주 글라인데에 위치해 있다. 그 회사는 폴란드, 대만, 중국에 지점을 두고 있다. 비콰이엇의 제품들은 전 세계의 판매처와 리셀러에 직접 판매된다. 그러나, 브랜드의 주요 시장은 유럽이다.

## 역사
2002년에 리스탄 GmbH의 상표로 등록되었다. 처음에는 소음 최소화 기술이 탑재된 파워서플라이만 비콰이엇 상표명으로 시판되었다. 2008년부터 컴퓨터 냉각을 위해 CPU 쿨러 및 시스템 팬 제품군을 추가하기로 결정했다. 2014년에는 컴퓨터 케이스를 제조하기 시작했다.
독일의 컴퓨터 잡지 PC 게임 하드웨어럭스 (Hardwareluxx) 파워서플라이 (PSU) 부문에서 "올해의 제조사"로 선정되었다. GFK 그룹 수를 기준으로 일반 연구에 따르면,
2006년부터 2006년까지 PC 전원 공급 공급 공급량을 2006년부터 2006년까지 PC 전원 공급된다.
행정 및 물류 업무와 개발은 모두 독일 본사에서 진행된다. 최종 품질 관리 외에 필요한 모든 아이디어, 제품 구상 및 디자인이 포함된다.
브랜드명의 명령에 따라 소음을 최소화하기 위해 조용한! 범위의 모든 제품 개발에 많은 관심을 기울이고 있습니다. 그 결과 회사는 자체 첨단 기술을 개발하고 특허를 등록했다.

### 파워서플라이

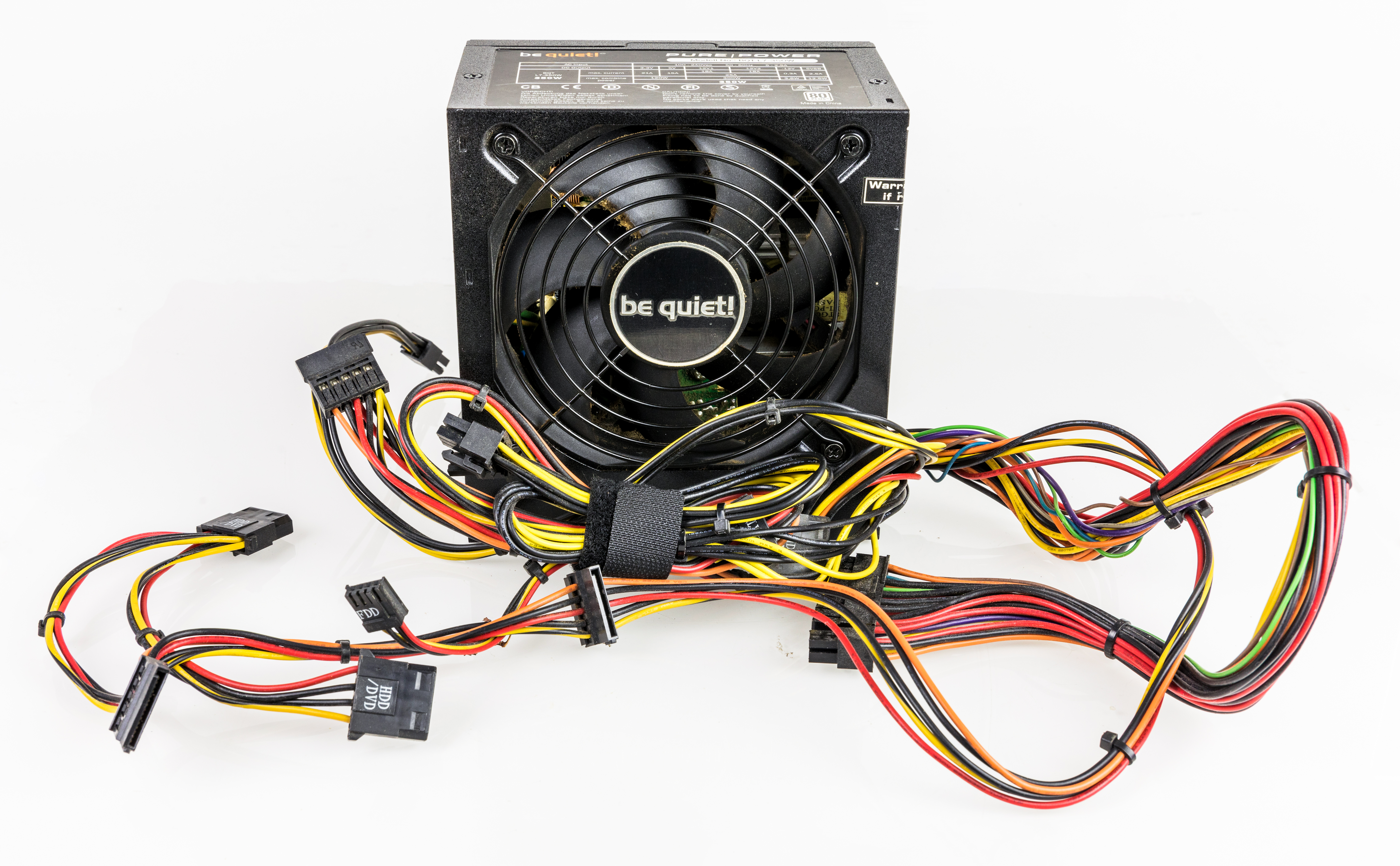
BQT L7-350W ATX 파워

PC 전원 공급 제품은 모두 ATX 포맷이다. 현재 이 브랜드는 SFX 및 TFX 시스템용 전원 공급 장치도 생산하고 있다. 제조된 전원 공급 장치는 고급 PC 구성 요소를 중심으로 300W에서 1500W까지 다양한 전력 등급을 제공한다.

### 컴퓨터 케이스
2014년 8월 비콰이엇은 첫 번째 미들타워 컴퓨터 케이스인 사일런트 베이스 800 (Silent Base 800)을 소개했고, 이후 3개의 제품 시리즈를 추가로 선보였다. (다크 베이스, 퓨어 베이스 및 쉐도우 베이스).

### CPU 쿨러 및 시스템 팬

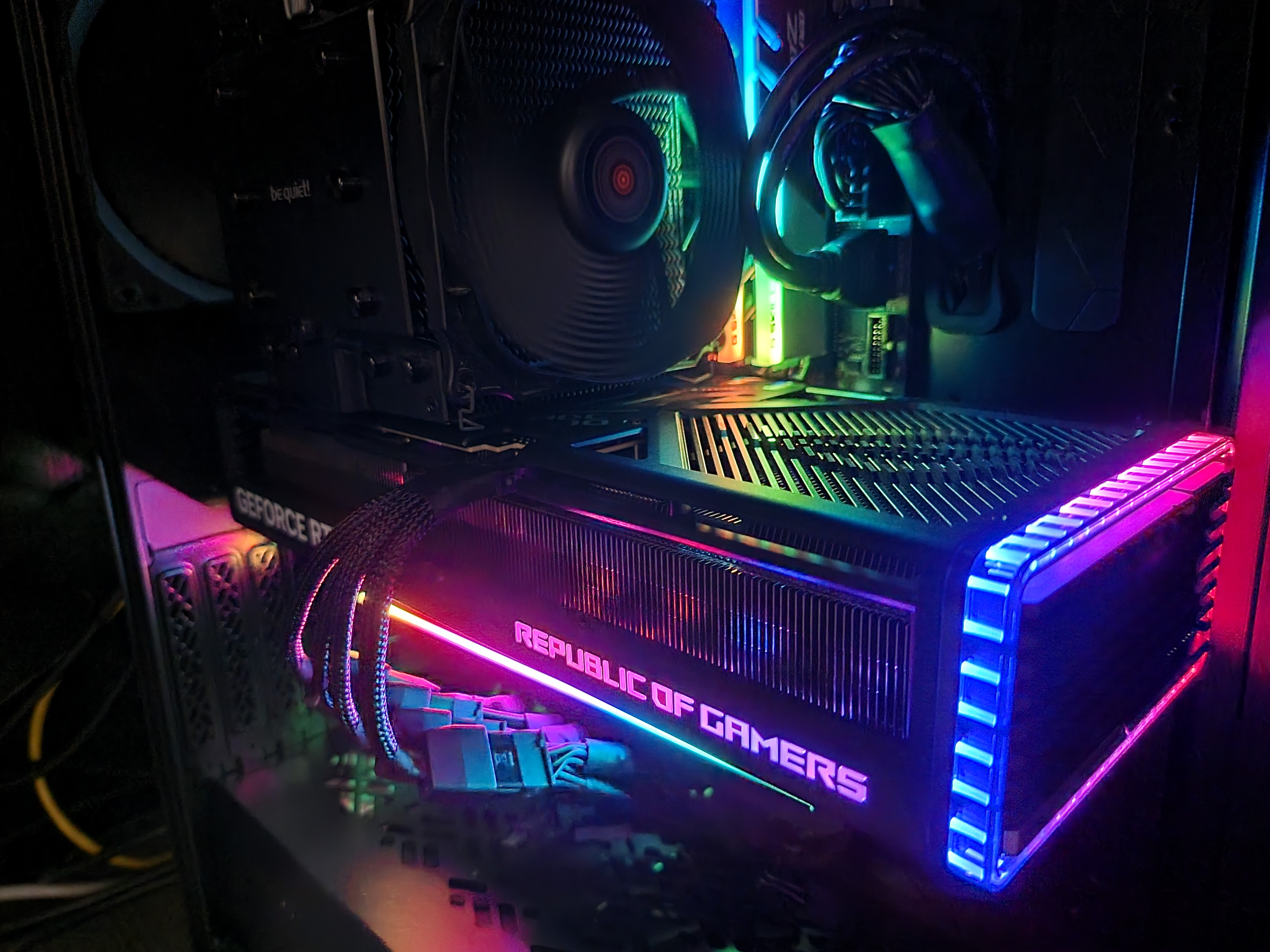
Dark Rock Pro 4 CPU 쿨러

2008년, CPU 공랭 쿨러 제품군을 일반 타워, 듀얼 타워, 상단 타워로 확장했다. 또한 케이스 팬 모델은 장착 크기가 80~140mm인 PWM 팬 기능을 탑재하거나 미탑재한 케이스 팬을 출시했다. 2015년에는 퓨어 윙즈 2 (Pure Wings 2) 시스템 팬 시리즈가 유럽 하드웨어상 (European Hardware Awards - 유럽 시장에서 구할 수 있는 최고의 하드웨어 제품 선정)을 수상했다. 2016년에는 240, 280, 360mm 일체형 수냉 CPU 쿨러를 출시했다.

## 특허 및 실용신안
2009년부터 2011년 사이에 자체 개발한 기술을 활용해, 다양한 지역과 국가에 여러 개의 등록 디자인과 특허를 제출했다. 그 이유는 냉각 및 전원 공급 구성 요소에서 작동을 최적화하는 것 외에도 소음 감소를 위한 목적 때문이었다. 예시로 "공기역학적으로 최적화된 표면 질감의 기술"이 있으며, 다른 산업 응용 프로그램에서 작동 소음 감소와 공기 흐름을 줄이기 위해 사용된다.이 기술은 모든 제품에 적용된 비콰이엇 시스템 팬 기술이다. 사일런트 윙 2 (Silent Wings 2)와 쉐도우 윙 (Shadow Wings)은  "진동 방지 기술"으로 알려진 특허 기술의 또 다른 예시가 있다. 피팅을 단순화하고 전체적인 진동을 약화시킬 뿐만 아니라 응용 분야에 따라 유연하게 장착할 수 있는 옵션을 제공한다. 비슷한 다른 기술은 "팬 댐핑 어셈블리 (fan damping assembly)"로 알려져 있다. 고무 씰로 진동을 줄이고 피팅 절차를 간소화하여 조립 시간을 크게 단축한다. 이외에도 CPU 쿨러에 "팬을 고정하는 장치"에 대한 또 다른 발명품을 실용신안으로 등록했다. 이것은 장치 클램프가 열 싱크대 외부로 쉽게 장착되기 때문이다. 히트 싱크에 대한 브레이싱은 팬 진동을 잘 흡수하여 소음 발생을 억제하는 역할을 한다.
비콰이엇은 전력 공급 제품의 케이블에 대한 "연결 또는 각도 설정"에 대한 등록 유틸리티 모델을 가지고 있다.이 특수 기술을 통해 다양한 PC 구성의 설치 장소에 맞게 콘센트 케이블 각도를 설정하고 조정할 수 있으며. 케이블의 깔끔한 라우팅으로 케이스의 공기 순환을 향상시킨다.

## 같이 보기
- 안텍
- 커세어
- 딥쿨
- 녹투아
- NZXT
- 서멀테이크
- 잘만
- 저소음 컴퓨터 - 해당 브랜드가 추구하는 목표.